# 6 Eskadra Samolotów Szkolnych Oficerskiej Szkoły Lotniczej nr 4

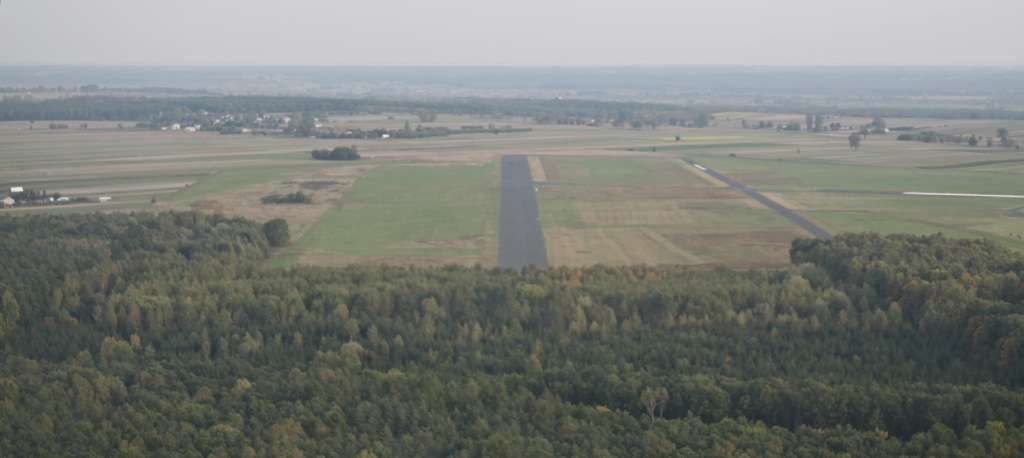
Panorama lotniska w Ułężu

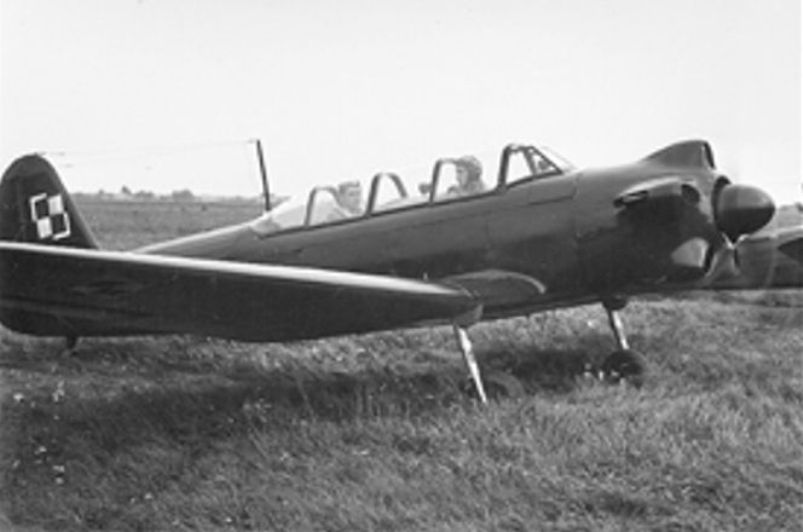
Piloci 6 Eskadry Samolotów Szkolnych na lotnisku w Ułężu

6 Eskadra Samolotów Szkolnych Oficerskiej Szkoły Lotniczej Nr 4  (6 ess) – pododdział wojsk lotniczych.

## Historia – formowanie, zmiany organizacyjne, wydarzenia
6 Eskadra Samolotów Szkolnych Oficerskiej Szkoły Lotniczej Nr 4 sformowana została na podstawie dyrektywy MON nr 0020/Org. z 21 lutego 1951 roku oraz na podstawie rozkazu MON nr 0036/Org. z 7 kwietnia. Dowódca Wojsk Lotniczych wydał dwa własne rozkazy sformowania kolejnych dwóch nowych eskadr wyszkolenia podstawowego. W ten sposób na stanie dęblińskiej OSL znajdowało się sześć eskadr szkolnych według etatu nr 20/204. Jednocześnie zmieniono numerację wszystkich eskadr.
7 kwietnia 1951 r. powstała 6 Eskadra Wyszkolenia Podstawowego Oficerskiej Szkoły Lotniczej Nr 4. Dowódcą eskadry został kpt. pil. Czesław Królikowski.
W grudniu 1952 r. w ramach dalszego doskonalenia struktur obu OSL., Dowództwo WL postanowiło znacznie usamodzielnić funkcjonowanie radomskiej OSL-5. W tym celu na podstawie rozkazu nr 049/Org z 4 grudnia 1952 roku na mocy którego z OSL-4 do OSL-5 przekazano 6 EWP. Wraz z ubyciem tej eskadry (ubyło w sumie trzy eskadry) nastąpiła zmiana numeracji eskadr w OSL-4. 10 EWP z d-cą kpt. pil. Mieczysław Pokorski otrzymała numer 6 EWP z miejscem stacjonowania Biała Podlaska.
W listopadzie 1954 r. 6 EWP została przebazowana na stałe na lotnisko w Ułężu, z jednoczesną zmianą na 6 Eskadrę Samolotów Szkolnych. Eskadra miała na stanie samoloty CSS-13, następnie Junak-2 i Jak-18.
W nocy z 27 na 28 lipca 1956 r. czterech podchorążych z 6 Eskadry Samolotów Szkolnych podległej pod dęblińską „Szkołę Orląt” uprowadziło z lotniska w Ułężu koło Ryk dwa samoloty treningowe Jak-18. Lesław Szachogłuchowicz (inicjator ucieczki mający 23 lata), Bohdan Biskupski, Eugeniusz Dębski i Karol Kruk pełnili w tym dniu służbę wartowniczą. W piątek 27 lipca 1956 roku około godziny 23,20 zdjęli plandeki i od plombowali samoloty Jak-18, które stały na indywidualnych stanowiskach postojowych (stojanki). Przeciągnęli ważące prawie po 960 kilogramów z miejsca postoju na drugą stronę lotniska, pod wieś Grabowce Górne. Zabrali po jednym pistolecie maszynowym z dwoma magazynkami (był to 7,62 mm pistolet maszynowy PPS wz. 1943/52, polska modyfikacja radzieckiego pistoletu PPS wz. 43 polegająca na zastosowaniu stałej, drewnianej kolby. Pistolet maszynowy PPS znajdował się w uzbrojeniu Ludowego Wojska Polskiego do lat 80. Później został całkowicie zastąpiony przez karabin automatyczny AK). Wystartowali około godziny 23,40 dwoma samolotami w kierunku Wiednia, kurs 240. Pierwsza załoga to Bohdan Biskupski i Karol Kruk, drugi samolot o numerze ogonowym 0, to Eugeniusz Dębski i Lesław Szachogłuchowicz. Lecieli przez Polskę południową, dalej przez terytorium Czechosłowacji i w kierunku na Wiedeń na wysokości 400m, z szybkością 200 km/h. Załoga jednego samolotu z powodu braku paliwa wylądowała 5 kilometrów za granicą austriacką. Drugi bez przeszkód wylądował w Wiedniu około godziny 3. Liczącą ponad 550 kilometrów trasę piloci pokonali bez pomocy radionawigacyjnej w czasie 3,5 godz. Na lotnisku w Ułężu rozpoczęło się poszukiwanie i karanie winnych ucieczki. Dowódcę eskadry kapitana Floriana Domala odwołano ze stanowiska. Został drugim pilotem samolotów transportowych Li-2 w „Szkole Orląt”. Zastępcę komendanta szkoły do spraw ogólnowojskowych majora Jana Łapszę przeniesiono do rezerwy. Wyrzucono ze szkoły także ośmiu przyjaciół uciekinierów. Zbiegli podchorążowie w zaocznym procesie zostali skazani za zdradę ojczyzny na 15 i 10 lat więzienia. Ucieczka podchorążych była niezwykła pod wieloma względami, nie mieli przecież żadnego doświadczenia w pilotowaniu samolotu w nocy w nieznanym rejonie, bez łączności i bez korzystania z jakiejkolwiek pomocy radionawigacyjnej. Tak daleki przelot nawet doświadczonym instruktorom sprawiłby pewne trudności. Zbiegli podchorążowie udowodnili, że polski system szkolenia lotniczego był skuteczny i spełniający całkowicie zakładane cele. Po upadku PRL żaden z podchorążych nie podjął starań o rehabilitację, tylko czterech podjęło starania: Ryszard Kukliński, Obacz, Dubicki i Ostaszewicz. Uzyskali (choć nie bez trudu) wyroki uniewinniające. Żaden natomiast nie zdecydował się na powrót do kraju na stałe.
26 sierpnia 1956 r. piloci 6 Eskadry Samolotów Szkolnych brali udział w pokazie lotniczym w Warszawie z okazji Święta Lotnictwa. Pilotów do pokazu grupowego pilotażu na samolotach Jak-18 DWL wytypowało OSL-4. Wybór padł na pilotów instruktorów z 6 Eskadry Samolotów Szkolnych z Ułęża. Przed pokazami grupa 7 samolotów przybyła na lotnisko na warszawskim Gocławiu. Piątka samolotów Jak-18 prowadzona przez kpt. Domala zaprezentowała się w kilkuminutowym pokazie średniego pilotażu. W skład tej piątki wchodzili: por. Wiktor Wasilewski, por. Kazimierz Graczyk, por. Siemieniako, por. Waldemar Ankiersztajn i prowadzący kpt. Florian Domal. Nad Okęcie maszyny nadleciały w ugrupowaniu "ława" (pięć samolotów obok siebie, skrzydło w skrzydło). Piloci wykonali kilka wiraży, po czym nastąpiło przegrupowanie w kolumnę. W tym szyku zademonstrowano pętlę. W kolejnym zejściu samoloty lecąc jeden za drugim wykonały beczki i kilka wiraży z efektownym rozejściem. W tym samym dniu samoloty wróciły na macierzyste lotnisko w Ułężu.
W 1958 r. 6 Eskadra Samolotów Szkolnych Oficerskiej Szkoły Lotniczej Nr 4 została rozformowana, a na jej bazie powstała 24 Eskadra Szkolenia Pilotów Rezerwy Oficerskiej Szkoły Lotniczej im. Jana Krasickiego, która w 1959 roku weszła w skład 52 Pułk Szkolny Oficerskiej Szkoły Lotniczej.
13 lipca 1960 r. druga eskadra dowodzona przez kpt. pil. Ryszarda Mierzwińskiego z 52 Pułk Szkolny Oficerskiej Szkoły Lotniczej została przydzielona do 66 Lotniczego Pułku Szkolnego OSL im. Żwirki i Wigury, który z dniem 13 maja 1964 r. został włączony w skład Oficerskiej Szkoły Lotniczej im. Jana Krasickiego w Dęblinie, rozformowany z dniem 31 grudnia 1989 roku, w związku z reorganizacją Wyższej Oficerskiej Szkoły Lotniczej.

## Dowódcy eskadr 1951-1958
- por. pil. Czesław Królikowski (1951-1952)[14]
- kpt. pil. Mieczysław Pokorski (1952-1954)[2]
- kpt. pil. Florian Domal (1954-1956)[15]
- kpt. pil. Stanisław Piekara (1956-1958)[3]

## Samoloty
Na wyposażeniu eskadry były samoloty:
- Po-2 →16[17]
- CSS-13 →14[3][17]
- Junak-2 →14[18]
- Jak-18 →14[3][5][19]

## Źródła nieweryfikowalne
6 eskadra została opisana w archiwach wojskowych:
- Kronika Oficerskiej Szkoły Lotniczej nr 4 w Dęblinie

Inne
- http://www.videofact.com/polska/ucieczki_oficerow_lwp2proba.html
- http://www.polskieradio.pl/68/2461/Audio/330992,Ucieczka-do-Austrii